# Gironcourt-sur-Vraine
Cet article possède un paronyme, voir Girancourt.
Gironcourt-sur-Vraine est une commune française située dans le département des Vosges, en région Grand Est.
Ses habitants sont appelés les Gironcourtiens.

## Géographie

### Localisation
Gironcourt est un village de la Plaine vosgienne, entre Mirecourt et le Pays de Châtenois. Il est traversé par la Vraine, affluent droit du Vair et fait donc partie du bassin versant de la Meuse.
C'était jadis un bourg agricole sur la RN 66 à mi-chemin entre Mirecourt et Neufchâteau. Aujourd'hui, la nationale a été déclassée en RD 166 et son nouveau parcours contourne la cité par le sud ; mais l'évolution principale vient de l'implantation depuis 1901 d'une grande verrerie « BSN » voulue notamment par la Société générale des eaux minérales de Vittel.
L'autoroute A31 passe à 7 km à l'ouest de la commune.
| Morelmaison |                       | Biécourt          |
|             | Gironcourt-sur-Vraine | Ménil-en-Xaintois |
| Houécourt   | Dombrot-sur-Vair      | saint-menge       |

## Hydrographie
La commune est située dans le bassin versant de la Meuse au sein du bassin Rhin-Meuse. Elle est drainée par la ruisseau la Vraine, le ruisseau du Bois et le ruisseau le Canal de l'Etang,.
La Vraine, d'une longueur totale de 22,9 km, prend sa source dans la commune de Domjulien et se jette dans le Vair à Removille, face à Vouxey, après avoir traversé dix communes.

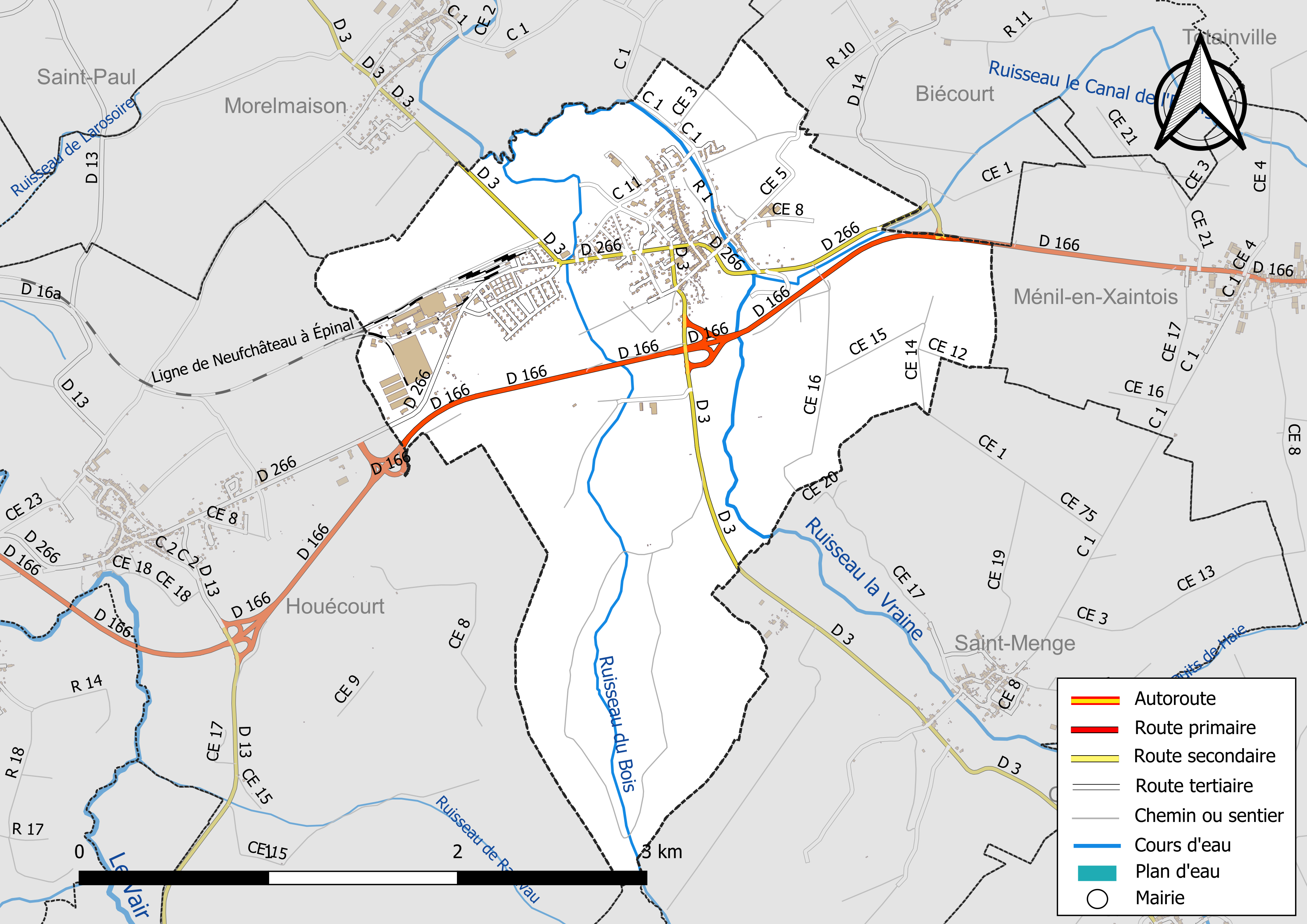
Réseaux hydrographique et routier de Gironcourt-sur-Vraine.

La qualité des eaux de baignade et des cours d’eau peut être consultée sur un site dédié géré par les agences de l’eau et l’Agence française pour la biodiversité.

### Climat
Pour des articles plus généraux, voir Climat du Grand Est et Climat des Vosges.
En 2010, le climat de la commune est de type climat de montagne, selon une étude du Centre national de la recherche scientifique s'appuyant sur une série de données couvrant la période 1971-2000. En 2020, Météo-France publie une typologie des climats de la France métropolitaine dans laquelle la commune est exposée à un climat océanique altéré et est dans la région climatique  Lorraine, plateau de Langres, Morvan, caractérisée par un hiver rude (1,5 °C), des vents modérés et des brouillards fréquents en automne et hiver.
Pour la période 1971-2000, la température annuelle moyenne est de 9,5 °C, avec une amplitude thermique annuelle de 16,7 °C. Le cumul annuel moyen de précipitations est de 903 mm, avec 12,7 jours de précipitations en janvier et 9,5 jours en juillet. Pour la période 1991-2020, la température moyenne annuelle observée sur la station météorologique de Météo-France la plus proche, « Mirecourt-inra », sur la commune de Mirecourt à 15 km à vol d'oiseau, est de 10,4 °C et le cumul annuel moyen de précipitations est de 824,3 mm. 
La température maximale relevée sur cette station est de 39,5 °C, atteinte le 25 juillet 2019 ; la température minimale est de −19,5 °C, atteinte le 20 décembre 2009,,.
Les paramètres climatiques de la commune ont été estimés pour le milieu du siècle (2041-2070) selon différents scénarios d'émission de gaz à effet de serre à partir des nouvelles projections climatiques de référence DRIAS-2020. Ils sont consultables sur un site dédié publié par Météo-France en novembre 2022.

## Urbanisme

### Typologie
Au 1er janvier 2024, Gironcourt-sur-Vraine est catégorisée commune rurale à habitat dispersé, selon la nouvelle grille communale de densité à sept niveaux définie par l'Insee en 2022.
Elle est située hors unité urbaine et hors attraction des villes,.

### Occupation des sols
L'occupation des sols de la commune, telle qu'elle ressort de la base de données européenne d’occupation biophysique des sols Corine Land Cover (CLC), est marquée par l'importance des territoires agricoles (64,7 % en 2018), en diminution par rapport à 1990 (65,9 %). La répartition détaillée en 2018 est la suivante : 
prairies (45,1 %), forêts (20,7 %), terres arables (19,6 %), zones urbanisées (9,8 %), zones industrielles ou commerciales et réseaux de communication (4,8 %). L'évolution de l’occupation des sols de la commune et de ses infrastructures peut être observée sur les différentes représentations cartographiques du territoire : la carte de Cassini (XVIIIe siècle), la carte d'état-major (1820-1866) et les cartes ou photos aériennes de l'IGN pour la période actuelle (1950 à aujourd'hui).

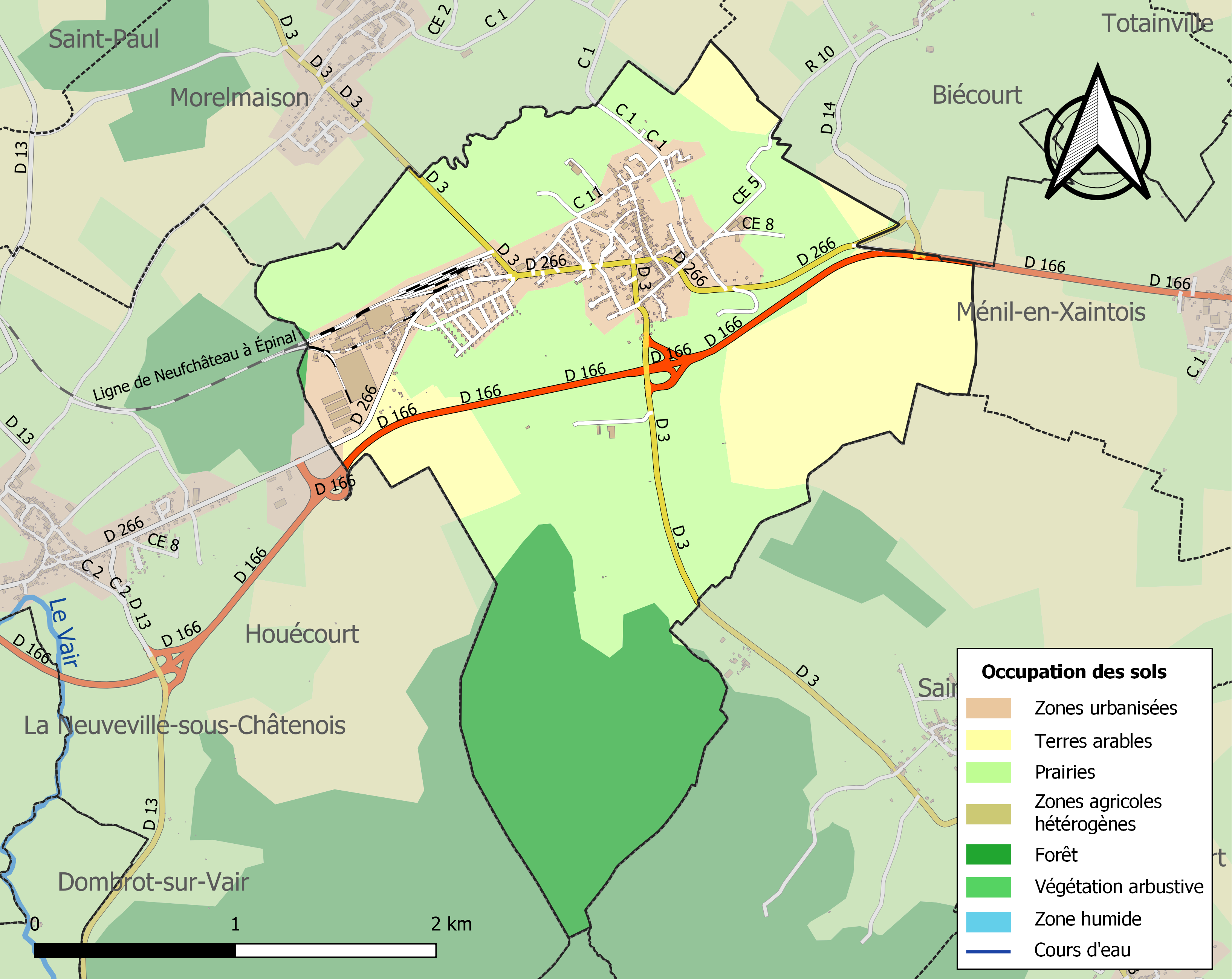
Carte des infrastructures et de l'occupation des sols de la commune en 2018 (CLC).

## Toponymie
Le nom de la localité est attesté sous les formes H. de Girencort, Geroncort (1204) ; Gironcort (XIVe siècle) ; Gironcourt (1465) ; Geroncourt (avant 1466) ; Gyroncourt (1523) ; Gironcour (1656) ; Gironcuria (1768).

A l'origine, le village s'est implanté en bordure de la Vraine, une petite rivière française qui coule dans le département des Vosges, en région Grand Est.

## Histoire
Famille de Gironcourt : Henri-Antoine REGNARD de GIRONCOURT, érudit, né à Nancy le 13 juin 1719, mort à Varengeville (Meurthe) le 10 janvier 1786
Famille de Marches :
Seigneurs de GIRONCOURT ; branche de la maison de Lavaulx (Gironcourt-sur-Vraine) ou branche aînée. Elle s'est implantée à Gironcourt par le mariage vers 1512 d'Erard de Lavaulx avec Barbe de Marches, fille d'Andreu de Marches, seigneur de Gironcourt. Les principales alliances de cette branche des Lavaulx de Gironcourt sont : Vicrange, Bildstein, Chamisso, Chastenoy, Pullenois, Royer d’Andilly. En font partie notamment :
- Erard de Lavaulx (v. 1465-1549), seigneur de Gironcourt-sur-Vraine et Vrécourt, officier au service du duc Antoine de Lorraine, lors des campagnes d'Italie, en France et en Allemagne, participa à la prise de Châtel-sur-Moselle, dont il fut capitaine de 1535 à 1537, repoussant les troupes bourguignonnes. Il siégea au tribunal des Assises à Nancy en 1523 et prit part au cortège funèbre du duc Antoine à Nancy en 1546,
- Henri de Lavaulx, (v. 1515-1557), seigneur de Gironcourt, officier du régiment du prince de Salm, comte sauvage du Rhin. Il participa au siège de Compiègne,
- Jean-Claude de Lavaulx, baron de Gironcourt, prit part aux cérémonies du deuil du duc Charles III à Nancy en 1608. Il accompagnait le comte de Chaligny, prince de la maison de Lorraine. Cette branche aînée s'est éteinte au XVIIe siècle.

## Politique et administration
| Période                                  | Période                       | Identité                     | Étiquette | Qualité               |
| ---------------------------------------- | ----------------------------- | ---------------------------- | --------- | --------------------- |
| Les données manquantes sont à compléter. |                               |                              |           |                       |
| 1945                                     | 1947                          | Édmond Petitfour             |           |                       |
| 1956                                     | 1965                          | Édmond Petitfour (1905-1996) |           |                       |
| avant 1988                               | mars 2008                     | Jean Maitre d'Hôtel          |           |                       |
| mars 2008                                | En cours (au 18 février 2015) | Joël Bresson                 |           | Responsable d'atelier |

## Population et société

### Démographie
L'évolution du nombre d'habitants est connue à travers les recensements de la population effectués dans la commune depuis 1793. Pour les communes de moins de 10 000 habitants, une enquête de recensement portant sur toute la population est réalisée tous les cinq ans, les populations de référence des années intermédiaires étant quant à elles estimées par interpolation ou extrapolation. Pour la commune, le premier recensement exhaustif entrant dans le cadre du nouveau dispositif a été réalisé en 2008.

En 2022, la commune comptait 858 habitants, en évolution de −10,16 % par rapport à 2016 (Vosges : −2,96 %, France hors Mayotte : +2,11 %).
| 1793 | 1800 | 1806 | 1821 | 1831 | 1836 | 1841 | 1846 | 1856 |
| ---- | ---- | ---- | ---- | ---- | ---- | ---- | ---- | ---- |
| 326  | 348  | 400  | 401  | 410  | 451  | 430  | 490  | 452  |

| 1861 | 1866 | 1876 | 1881 | 1886 | 1891 | 1896 | 1901 | 1906 |
| ---- | ---- | ---- | ---- | ---- | ---- | ---- | ---- | ---- |
| 436  | 433  | 415  | 408  | 425  | 425  | 397  | 350  | 787  |

| 1911 | 1921 | 1926 | 1931 | 1936 | 1946 | 1954 | 1962 | 1968  |
| ---- | ---- | ---- | ---- | ---- | ---- | ---- | ---- | ----- |
| 788  | 748  | 824  | 838  | 755  | 709  | 674  | 863  | 1 043 |

| 1975  | 1982  | 1990 | 1999 | 2006 | 2008 | 2013 | 2018 | 2022 |
| ----- | ----- | ---- | ---- | ---- | ---- | ---- | ---- | ---- |
| 1 136 | 1 137 | 970  | 931  | 967  | 977  | 969  | 899  | 858  |

## Économie
Une verrerie du groupe Owens-Illinois (OI) est implantée à Gironcourt-sur-Vraine. Elle emploie 380 personnes, et compte trois fours.

## Culture locale et patrimoine

### Lieux et monuments
- maison-forte des Lavaulx, située en face de l'église
- Château de Peschard, autrefois édifié sur les ruines de celui des Marches, contre la maison forte des Lavaulx. Il a été détruit au XXe siècle.
- Verrerie  (Boussois-Souchon-Neuvesel - Owens-Illinois).
- Statue polychrome du XIIIe siècle : Vierge à l'Enfant dite Vierge à l'oiseau classée monument historique[22] située dans l'abside de l'église.

L'église Saint-Brice
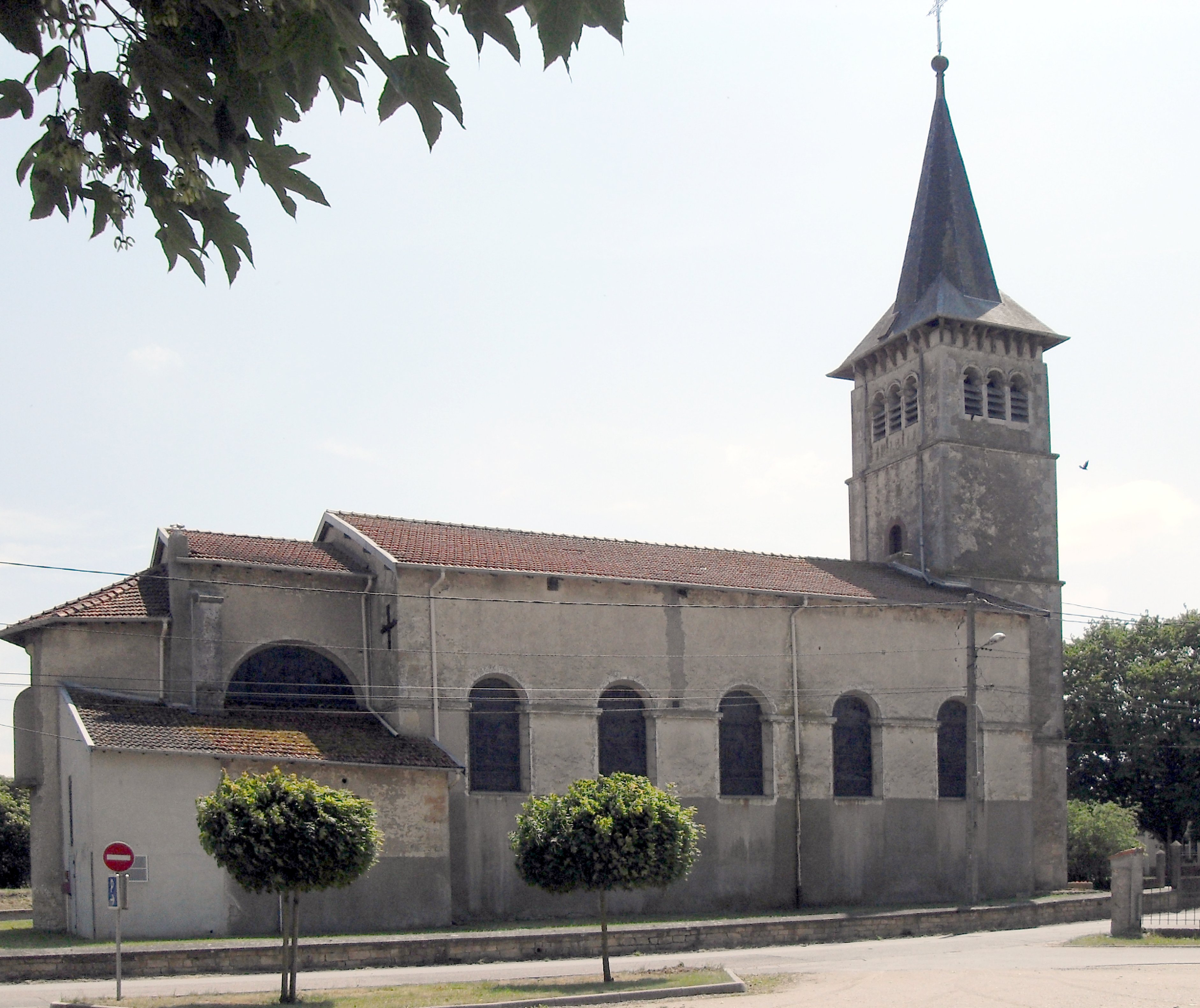
Côté nord.
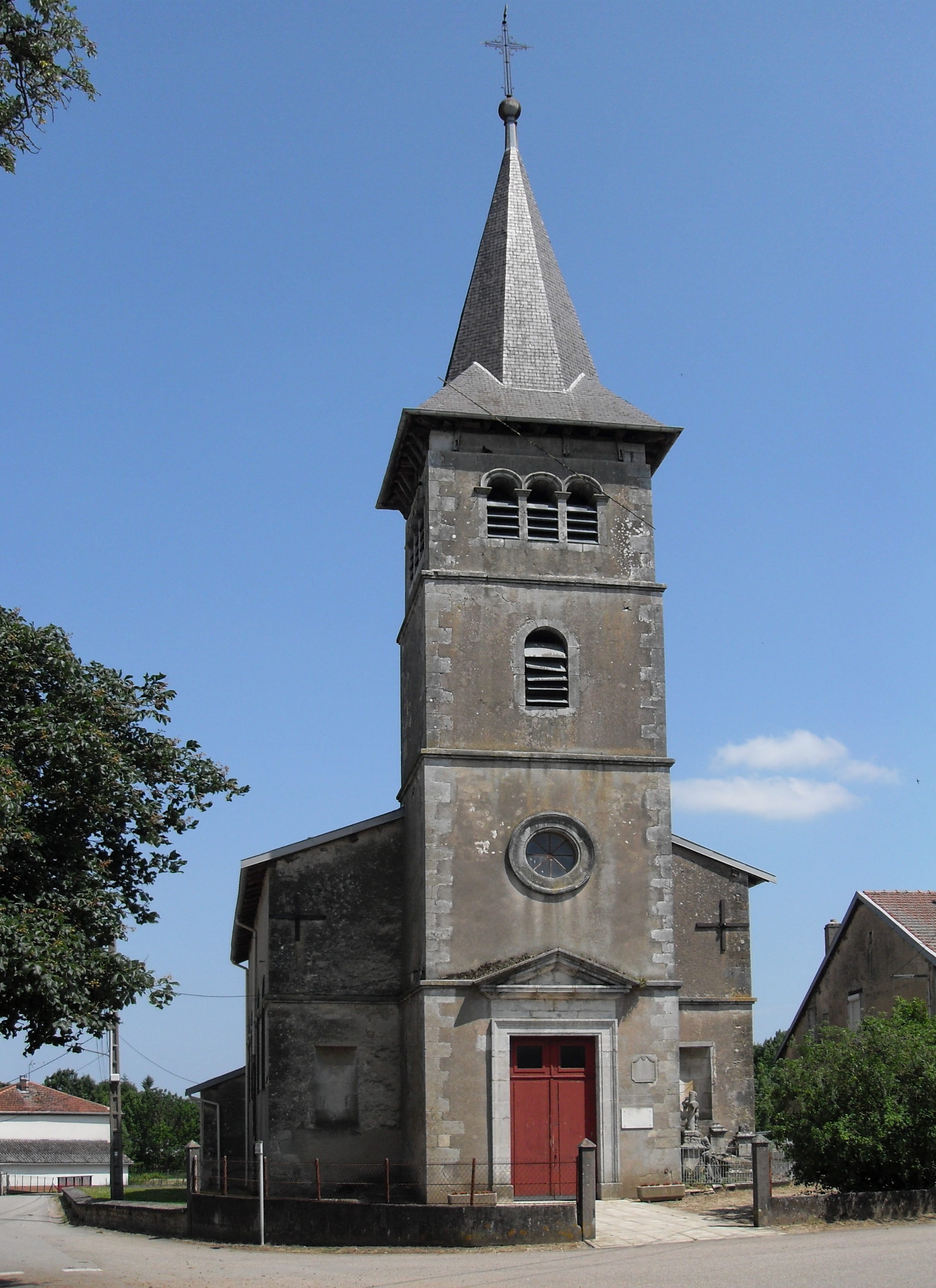
Côté ouest.

### Personnalités liées à la commune
- Aline Peltier (1981), volcanologue française née à Gironcourt-sur-Vraine

### Héraldique, logotype et devise
| Blason | Blasonnement : Écartelé : au premier de sable aux trois tours d'argent, au deuxième d'azur à la croix d'argent cantonnée de quatre rocs d'échiquier d'or, au troisième de gueules aux trois quintefeuilles d'or, au quatrième d'azur aux trois fasces d'or ; à la croix d'argent estrée brochant sur l'écartelé. Commentaires : Le blason associe les armes des quatre familles seigneuriales qui se sont illustrées à Gironcourt. En 1 Lavaulx, en 2 La Marche, en 3 Vergy et en 4 Gironcourt. |

## Sport
L'équipe de Football de L'AS Gironcourt est une équipe de 2éme division de district des Vosges.

## Pour approfondir